# Retsof, New York
Retsof, New York (енгл. Retsof) насељено је место без административног статуса у америчкој савезној држави Њујорк.

## Демографија
По попису из 2010. године број становника је 340.
| Група             | 2000.    | 2010.       |
| Белци             | 0 (0,0%) | 325 (95,6%) |
| Афроамериканци    | 0 (0,0%) | 4 (1,2%)    |
| Азијати           | 0 (0,0%) | 0 (0,0%)    |
| Хиспаноамериканци | 0 (0,0%) | 4 (1,2%)    |
| Укупно            | 0        | 340         |